# Hieronymus Maximilian von Günderrode
Hieronymus Maximilian von Günderrode (* 22. April 1730 in Meerholz, Grafschaft Ysenburg-Büdingen-Meerholz; † 17. Februar 1777 in Saarbrücken) war ein deutscher Jurist, Geheimrat und Kammerpräsident unter dem Fürsten Wilhelm Heinrich von Nassau-Saarbrücken.

## Leben

### Herkunft und Familie
Hieronymus Maximilian von Günderrode wurde als Sohn des Johann Maximilian von Günderrode (1700–1741, Page beim Reichskammerpräsidenten Friedrich Ernst von Solms-Laubach) und dessen Gemahlin Freiin Elisabeth Charlotte von und zum Jungen (1698–1739) geboren.
Am 23. Juli 1759 heiratete er in Frankfurt Susanna Maria Elisabeth von Stalburg (1738–1776, Tochter des Bürgermeisters Philipp Jacob von Stalburg und der Anna Sibylla von Günderrode).
Die Ehe brachte die Kinder
- Karoline Wilhelmine Sophie Louise  (* 1761, Stiftsdame im Cronstetten-Stift in Frankfurt)
- Ludwig (1763–1841, Hofmarschall)
- Carl Wilhelm (1765–1823, Bürgermeister)

### Wirken
Nach einem Studium der Rechtswissenschaften an der Justus-Liebig-Universität Gießen übernahm er im Auftrage des Fürsten von Hohenlohe-Bartenstein die Verwaltung der Grafschaft und wurde später
Hessen-Darmstädtischer Regierungsrat und Kammerpräsident.
1762 wurde er Kammerpräsident und Geheimer Rat unter Fürst Wilhelm Heinrich von Nassau-Saarbrücken (1718–1768).
Im Saarbrücker Stadtteil Alt-Saarbrücken befand sich gegenüber dem Oberamtshaus ein Palais, das nach Hieronymus Maximilian benannt wurde. Im Juni 1770 war Johann Wolfgang von Goethe während seines dreitägigen Aufenthalts in Saarbrücken hier zu Gast. 

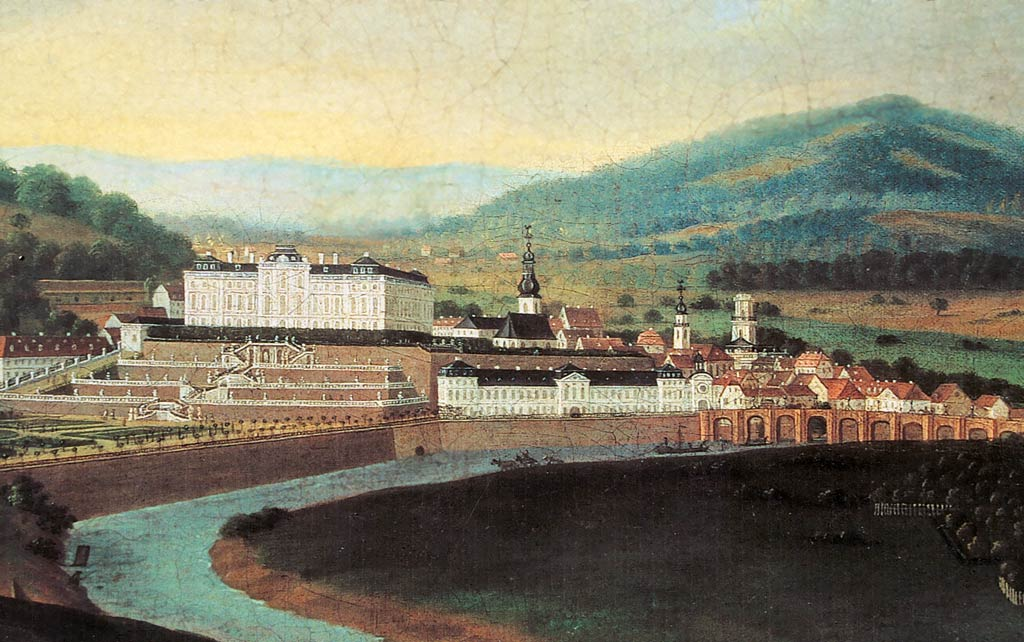
Ansicht von Schloss und Stadt Saarbrücken um 1770, mitten hinter der Brücke das Palais von Günderrode

Bereits 1897 wurde das Palais abgerissen, um Platz für die Straßenbahn über die Alte Brücke zu schaffen.

### Auszeichnungen
Günderrode war Ritter des Brandenburgischen Roten Adler-Ordens.